# Three Daring Daughters
Three Daring Daughters (estrenada al Regne Unit com The Birds and the Bees) és una pel·lícula musical estatunidenca del 1948 dirigida per Fred M. Wilcox i protagonitzada per Jeanette MacDonald, Jane Powell i Edward Arnold. Va ser produïda i llançadas per Metro-Goldwyn-Mayer. El guió va ser escrit per Albert Mannheimer, Frederick Kohner, Sonya Levien i John Meehan.

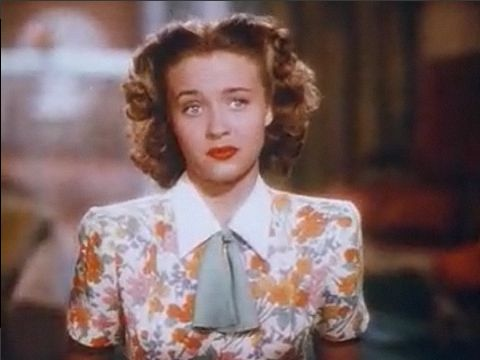
Jane Powell en una escena

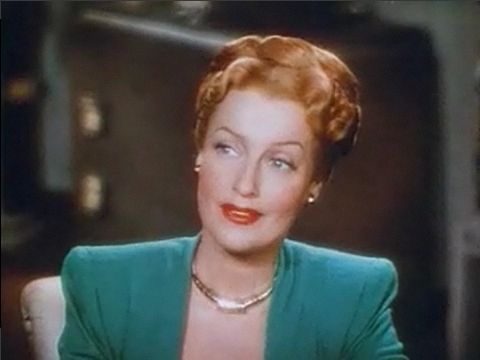
Jeanette MacDonald en una escena

## Argument
És el dia de la graduació de la Tess a la Miss Drake's School for Girls. Durant l'actuació del cor a la cerimònia, la Tess s'adona que la seva bella mare divorciada, Louise Rayton Morgan, no hi és. Louise, editora de la revista Modern Design, es troba a l'oficina del Dr. Cannon després d'haver-se desmaiat a causa de l'excés de treball i l'estrès.
A casa després de la cerimònia de graduació, el Dr. Cannon té una xerrada amb les tres filles de la Louise, Tess, Ilka i Alix. Els diu que la seva mare necessita molt unes vacances, però l'única manera de relaxar-se és si se'n va sense les noies. Louise és reticent, però les noies la convencen d'anar-hi. Veuen la seva mare en un creuer cubà d'un mes. Aleshores, les noies discuteixen si podrien portar el seu pare a casa i fer que la seva mare torni a estar feliç i sana.
En realitat, Louise els va ocultar la veritat sobre el seu pare. En realitat, era un home molt indiferent, que va deixar a Louise i ells va criar les noies pel seu compte. Van a veure el cap del seu pare, Robert Nelson, per localitzar el seu pare. Mentrestant, en el creuer de Louise, coneix el famós pianista i director d'orquestra Josep Iturbi Bàguena. Louise agafa immediatament José, però ella juga fort per aconseguir-lo, mentre passa el millor moment de la seva vida. Quan la Louise finalment torna a casa, té un secret per explicar a les noies.

## Repartiment
- Jeanette MacDonald com a Louise Rayton Morgan
- Josep Iturbi Bàguena com ell mateix
- Jane Powell com a Tess Morgan
- Edward Arnold com a Robert Nelson
- Harry Davenport com el Dr. Cannon
- Moyna Macgill com a senyora Smith
- Elinor Donahue com Alix Morgan
- Ann E. Todd com a Ilka Morgan
- Tom Helmore com a Michael Pemberton
- Kathryn Card com Jonesy
- Dick Simmons com el Sr. Hollow, secretari de Nelson
- Larry Adler com ell mateix (Harmonica Player)
- Amparo Iturbi com ella mateixa

## Recepció
La pel·lícula va guanyar 4.010.000 dòlars a taquilla